# Онтустик (Келесский район)
Онтустик (каз. Оңтүстік) — село в Келесском районе Туркестанской области Казахстана. Входит в состав Жузумдикского сельского округа. Код КАТО — 515459400.

## Население
В 1999 году население села составляло 170 человек (83 мужчины и 87 женщин). По данным переписи 2009 года, в селе проживали 192 человека (94 мужчины и 98 женщин).